# Janine Mongillat
Janine Mongillat, née le 28 juillet 1929 dans le 13e arrondissement de Paris et morte le 5 avril 2002 dans le 12e arrondissement de Paris, est une artiste française.

## Biographie
Janine Mongillat naît dans le 13e arrondissement de Paris le 28 juillet 1929.
Elle étudie aux Beaux-Arts de Paris au début des années 1950.
Son univers artistique passe du figuratif à l'abstraction, puis vers l'art brut dans les années 1970. Elle se lance également plus tard dans la sculpture.
Elle se sert d'objets trouvés au hasard pour les inclure dans ses œuvres.
Son mari est Sayed Haider Raza.
Elle meurt dans le 12e arrondissement de Paris le 5 avril 2002.
Des œuvres de Janine Mongillat se trouvent au musée d'Art moderne de Paris et à la National Gallery of Modern Art de New Delhi.